# Kaňkov
Kaňkov (německy Ganghof) je osada, část obce Braňany v okrese Most v Ústeckém kraji. Nachází se v nadmořské výšce 360 metrů, asi sedm kilometrů severovýchodně od města Mostu a tři kilometry jihozápadně od města Bíliny. Leží na východním úbočí Ovčího vrchu (dříve Kaňkova) nad silnicí z Braňan do Bíliny. Od silnice vede do Kaňkova odbočka. Přes osadu vede červeně značená turistická stezka z Bíliny do Braňan s odbočkou na Ovčí vrch.

## Název
Název vesnice je odvozen z příjmení Kaňka ve významu Kaňkův dvůr nebo vrch. V historických pramenech se jméno objevuje ve tvarech: Kankow (1495), w Kankowie (1499), na Kaňkově (1616), Gangelhof (1787) a Ganghof (1833).

## Historie
První písemná zmínka o Kaňkovu pochází až z roku 1495. Před rokem 1848 byla ves součástí lobkovického panství Bílina.

## Obyvatelstvo
Při sčítání lidu v roce 1921 zde žilo 69 obyvatel (z toho 36 mužů), z nichž bylo 36 Čechoslováků a 33 Němců. S výjimkou pěti evangelíků a šestnácti lidí bez vyznání se hlásili k římskokatolické církvi. Podle sčítání lidu z roku 1930 měla vesnice 58 obyvatel: 32 Čechoslováků, 25 Němců a jednoho cizince. Kromě čtrnácti lidí bez vyznání byli římskými katolíky.
|                                                                  | 1869 | 1880 | 1890 | 1900 | 1910 | 1921 | 1930 | 1950 | 1961 | 1970 | 1980 | 1991 | 2001 | 2011 | 2021 |
| ---------------------------------------------------------------- | ---- | ---- | ---- | ---- | ---- | ---- | ---- | ---- | ---- | ---- | ---- | ---- | ---- | ---- | ---- |
| Obyvatelé                                                        | 51   | 57   | 59   | 52   | 65   | 69   | 58   | 14   | 46   | 22   | 15   | 9    | 11   | 28   | 27   |
| Domy                                                             | 11   | 11   | 11   | 11   | 12   | 10   | 11   | 13   | —    | 10   | 4    | 11   | 11   | 13   | 14   |
| Počet domů z roku 1961 je zahrnut v domech místní části Braňany. |      |      |      |      |      |      |      |      |      |      |      |      |      |      |      |

## Obecní správa
Po roce 1850 se stala osadou obce Želenice v okrese Teplice. V roce 1896–1935 byla součástí okresu Duchcov a poté až do roku 1960 v okrese Bílina. V roce 1960 byla připojena k okresu Most a stala se osadou obce Braňany.[zdroj?]

## Fotogalerie

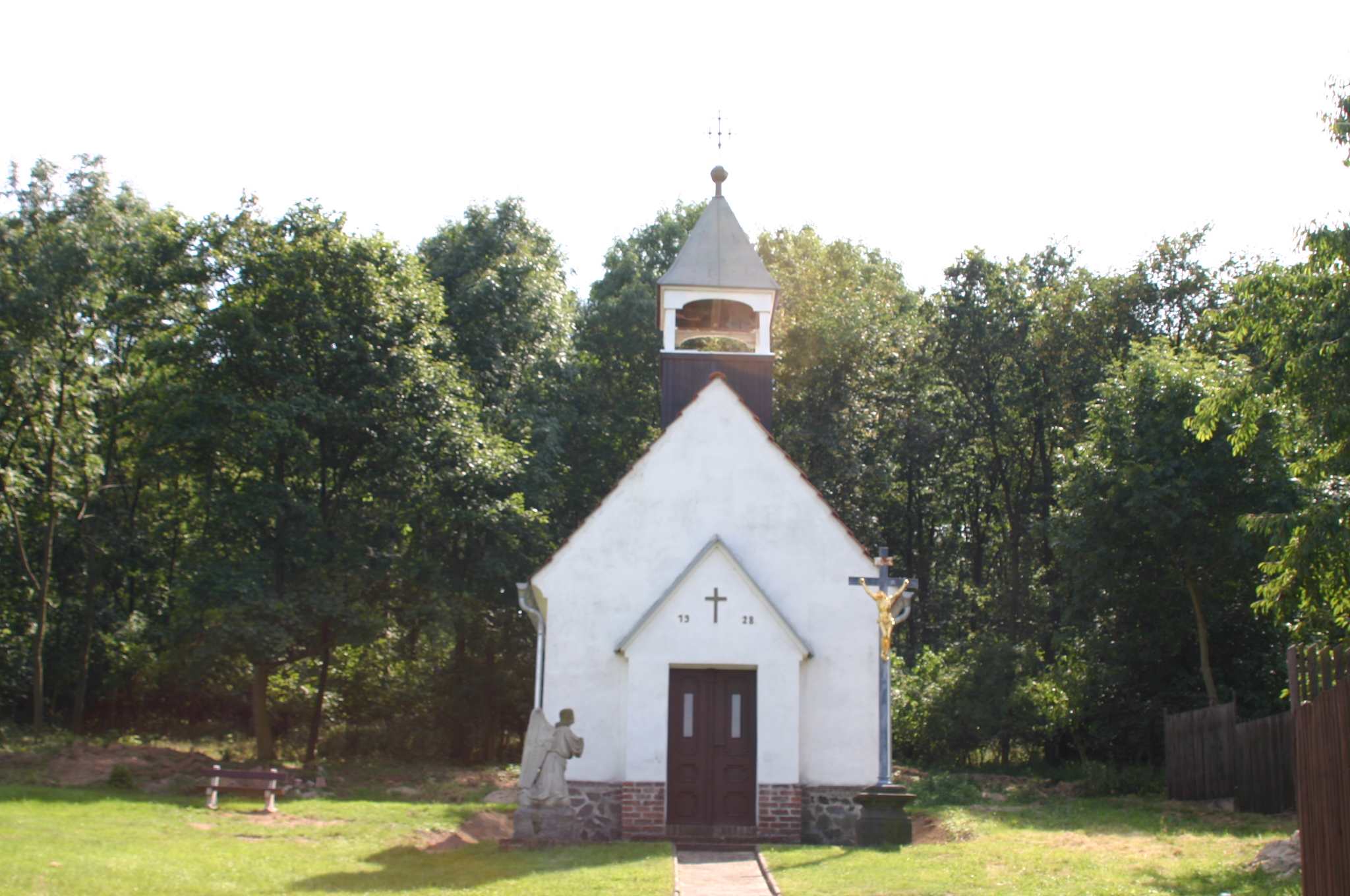
Kaple v Kaňkově
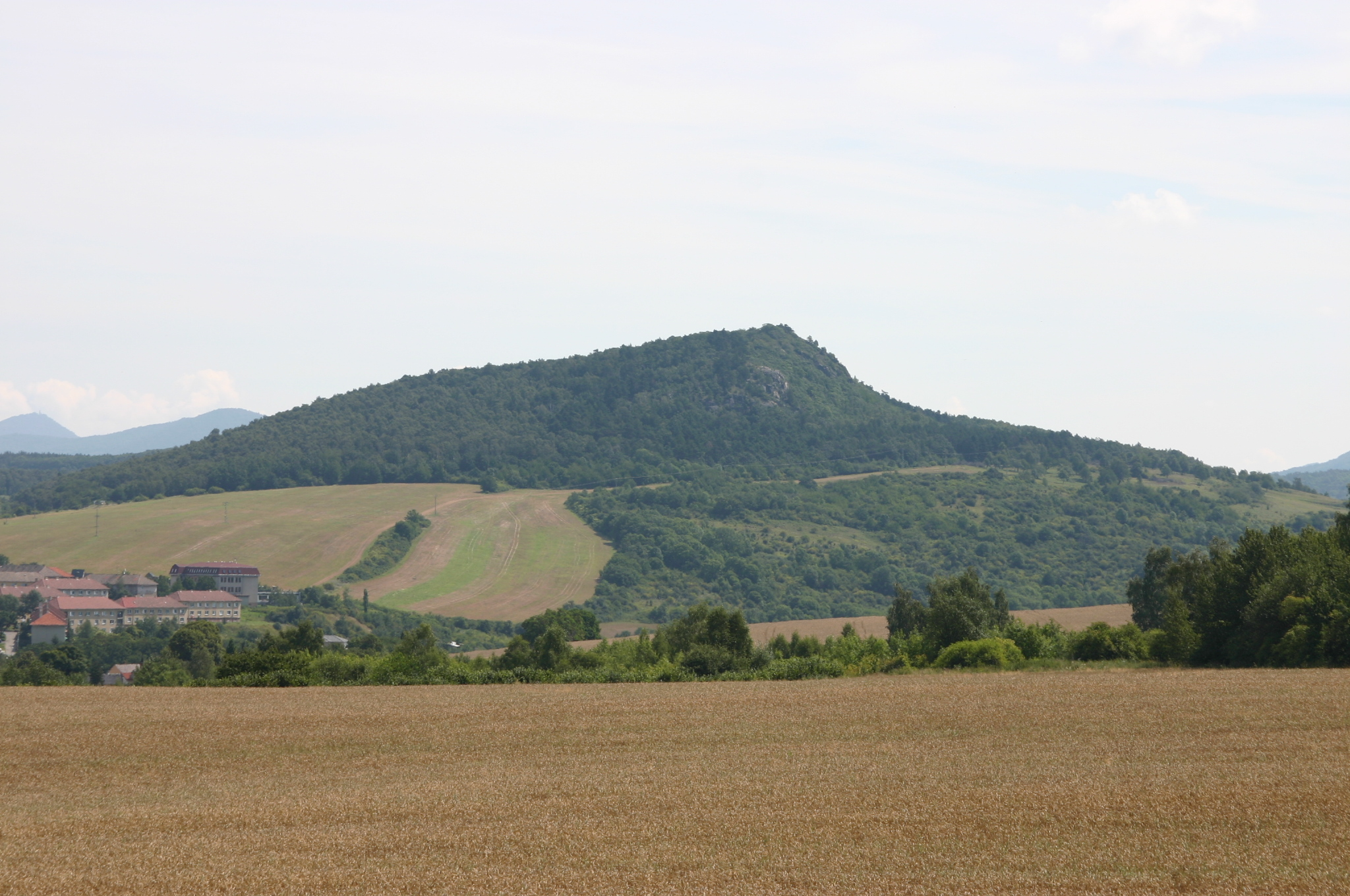
Ovčí vrch nad osadou, vlevo obec Braňany
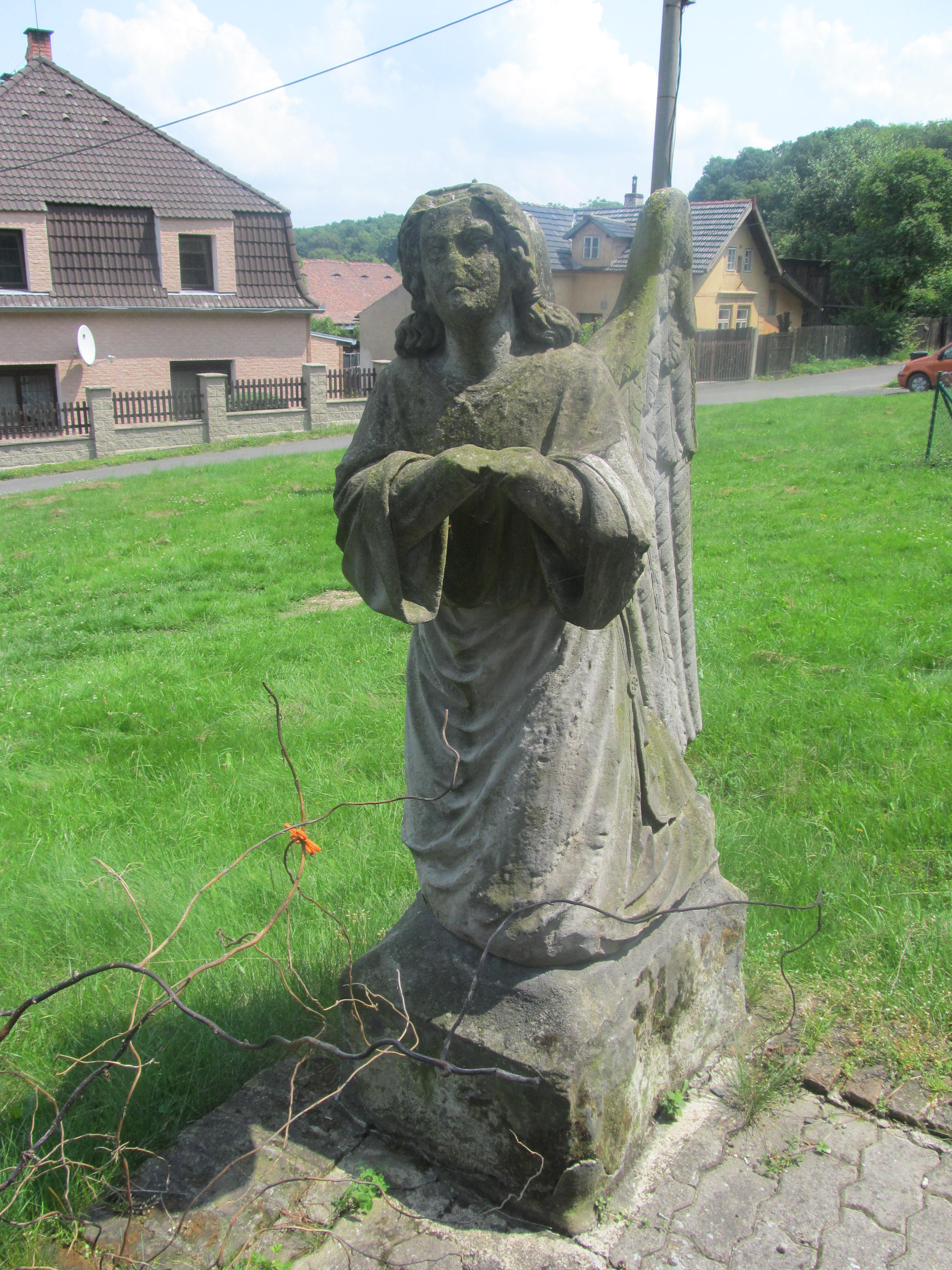
Plastika anděla u kaple v Kaňkově